# Mnesarchaea acuta
Mnesarchaea acuta är en fjärilsart som beskrevs av Alfred Philpott 1929. Mnesarchaea acuta ingår i släktet Mnesarchaea och familjen Mnesarchaeidae. Inga underarter finns listade i Catalogue of Life.

## Bildgalleri

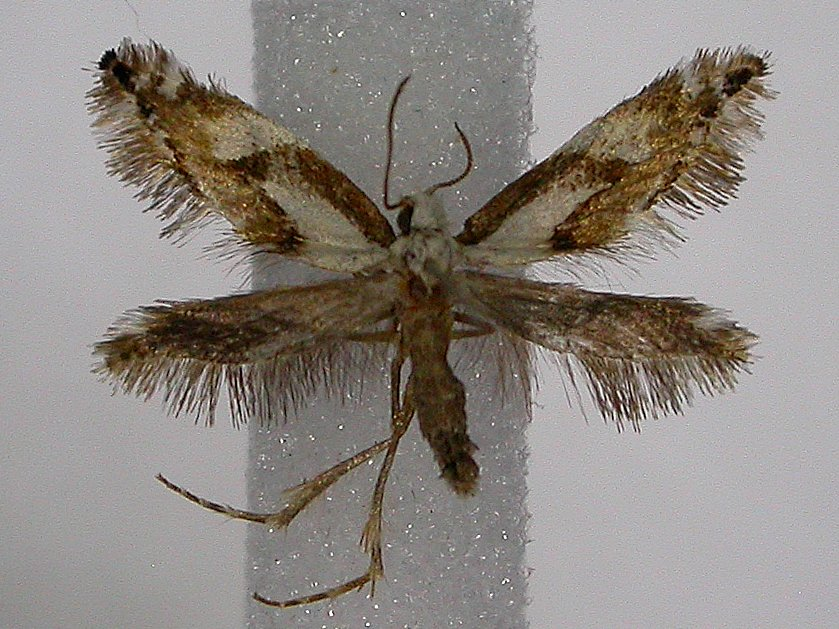